# Saint-Félix-de-Sorgues
Saint-Félix-de-Sorgues è un comune francese di 202 abitanti situato nel dipartimento dell'Aveyron nella regione dell'Occitania.

## Società

### Evoluzione demografica
Abitanti censiti